# Clinocentrus testaceus
Clinocentrus testaceus är en stekelart som först beskrevs av Joseph Kriechbaumer 1894.  Clinocentrus testaceus ingår i släktet Clinocentrus och familjen bracksteklar. Inga underarter finns listade i Catalogue of Life.